# 1001 inventions
1001 inventions är en brittisk ideell organisation grundad 2006. Syftet är att sprida vetenskap och kulturarv.

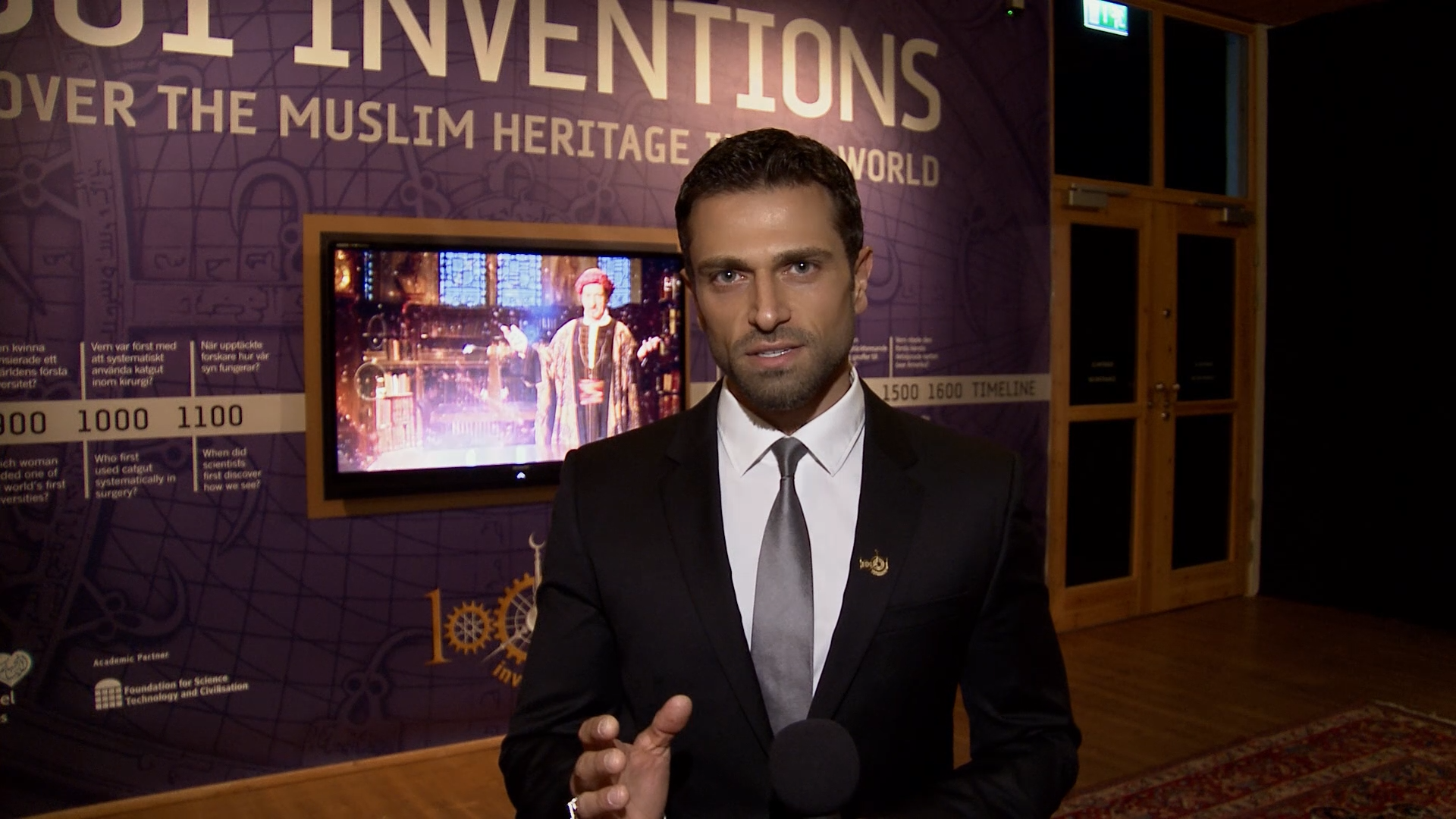
Ahmed Salim på en presskonferens inför lansering i Sverige 2013.

Organisationen samarbetar med bland annat Unesco, World Food Programme och National Geographic. Bland grundarna återfinns Ahmed Salim(en).

## Utställningar
Organisationen började med en utställning, 1001 inventions – Discover the Muslim Heritage in Our World, på Science and Industry Museum 2006. Den var planerad att ställas ut på olika museum runt om i Storbritannien. År 2010 ställdes den ut på London Science Museum. Hösten 2013 öppnade Värmlands museum utställningen vars syfte var att väcka intresset för muslimska uppfinningar, teknik och vetenskap. Först visades filmen 1001 Inventions and the Library of Secrets (engelska) och sedan fick besökarna vandra runt till olika stationer och möta uppfinnare, både kvinnliga och manliga. Åren 2012–2013 visades även utställningen 1001 Inventions: Discover the Golden Age of Muslim Civilization i samarbete med National Geographic. Den belönades med priset "Best Touring Exhibition of the Year" på Museums and Heritage Excellence Awards.
1001 Inventions utställning Ibn Al Haytham: Exhibition on the Man Who Discovered How We See var 2017 den första utställningen i Jordaniens The Jordan Year of Science. Utställningen om den arabiska vetenskapsmannen Ibn Al Haytham visades på Jordan Museum(en) och invigdes av prinsessan Sumaya. År 2018 meddelade Unesco ett multimediasamarbete med organisationen kallat 1001 Inventions: Journeys from Alchemy to Chemistry som en del av International Year of the Periodic Table of Chemical Elements (IYPT2019). Syftet var att lyfta fram 900-talets vetenskapsman Jabir ibn Hayyan. Den visades bland annat på Unescos huvudkontor i Paris.

## Filmografi
Organisationen har gjort filmen 1001 Inventions and the Library of Secrets med bland andra Ben Kingsley och James Holly i huvudrollerna och 1001 Inventions and the World of Ibn Al-Haytham. Den senare blev den sista filmen som skådespelaren Omar Sharif medverkade i. Den släpptes 2015. År 2019 släpptes den animerade filmen 1001 Inventions: Journeys from Alchemy to Chemistry. Som berättare hördes forskaren Jim Al-Khalili.

## Andra projekt
I samarbete med UNHCR och Al Alfi Foundation höll 1001 Inventions i ett sommarläger inriktat mot vetenskap i Kairo 2021. Lägret riktade sig till flyktingbarn bosatta i Kairo.